# SRGB-Farbraum

Das CIE-1931-xy-Chromatizitätsdiagramm zeigt den Gamut des sRGB-Farbraumes und die Position der Primärvalenzen. In der Mitte der D65-Weißpunkt

sRGB-Farbraum oder Standard-RGB (Rot-Grün-Blau) ist ein RGB-Farbraum.

## Verwendung
Der Farbraum wurde 1996 durch eine Kooperation von Hewlett-Packard und Microsoft Corporation geschaffen und von W3C, Exif, Intel, Pantone, Corel und vielen anderen Industrie-Teilnehmern bestätigt. Er ist ebenso in Open-Source-Software wie GIMP anerkannt und wird sowohl in proprietären als auch offenen Grafikformaten wie PNG angewendet. Die ausführliche Bezeichnung ist sRGB IEC61966-2.1 .

## Farbdefinition
In CIE-xy-Chromatizitätskoordinaten liegt
- Rot bei [0,64; 0,33]
- Grün bei [0,30; 0,60]
- Blau bei [0,15; 0,06]
- der D65-Weißpunkt bei [0,3127; 0,3290].

Alle anderen Farbvalenzen werden durch die Multiplikation der Primärvalenzen mit den in der Grafik angegebenen Werten und anschließende Addition gebildet.
sRGB wurde für seine ungeschickte Platzierung der Primärvalenzen kritisiert. Falls man die Indizes auf das Intervall [0; 1] beschränkt, ist es unmöglich, Farben außerhalb des Gamuts (das in der Grafik gezeigte Dreieck) darzustellen, welche sich innerhalb der Menge der für den Menschen sichtbaren Farben befinden. Trotzdem sind die Werte der Primärvalenzen weniger wichtig als die Luminanzkurve, sodass ein Bild so gut wie möglich reproduziert werden kann.

## Kritik
sRGB wurde für die CRT-Monitore des Jahres 1996 entwickelt. Viele Programme beruhen demnach auf der Annahme, dass eine 8-bit-Bilddatei unverändert auf einem 8-Bit/Kanal-Display-Buffer angezeigt wird. Daher kann man annehmen, dass sich fast jede Bilddatei mit 8 Bit pro Kanal in sRGB befindet. Auch andere Hardware wie LC-Bildschirme und Farbdrucker werden, obwohl sie nicht von sich aus eine sRGB-Kurve ausgeben, mit Kompensationsschaltkreisen oder Software ausgestattet, sodass sie am Ende doch dem Standard folgen. Dies gilt jedoch nicht immer für professionelle Hardware.
Über geeignete RGB-Farbräume wird unter Anwendern häufig diskutiert. sRGB wird teils wegen seines kleinen Gamuts kritisiert; so sind einige vom Auge sichtbare Farben, die etwa in CMYK noch darstellbar sind, in sRGB nicht darstellbar. Von Bildverarbeitungsexperten wird daher meist Adobe RGB oder das ECI-RGB bevorzugt.